# James Ensor
James Ensor (Oostende, 13 d'abril de 1860-19 de novembre de 1949) va ser un pintor belga que va participar en els moviments d'avantguarda de començaments del segle xx, especialment en l'expressionisme, i que va destacar per l'originalitat de la seva obra.
Va néixer en una família de la petita burgesia d'Oostende, i només en unes poques ocasions va abandonar la seva ciutat natal. La seva obra, actualment disseminada, es caracteritza per una diversitat de materials, com els retaules, els pallassos, els arlequins.